# Pueblo coca
El pueblo coca es un grupo étnico indígena de México que habita en el estado de Jalisco a los alrededores del Lago de Chapala; actualmente solo en Mezcala y otras comunidades cercanas.
Los cocas, en la antigüedad se extendían por los valles salitrales de Chapala en todo el contorno de este lago, antes de la conquista española conformaban tres tlatoanazgos: el Chapallan, Coinan y el Reino de Cocula, de donde tomaron su nombre.

### Orígenes

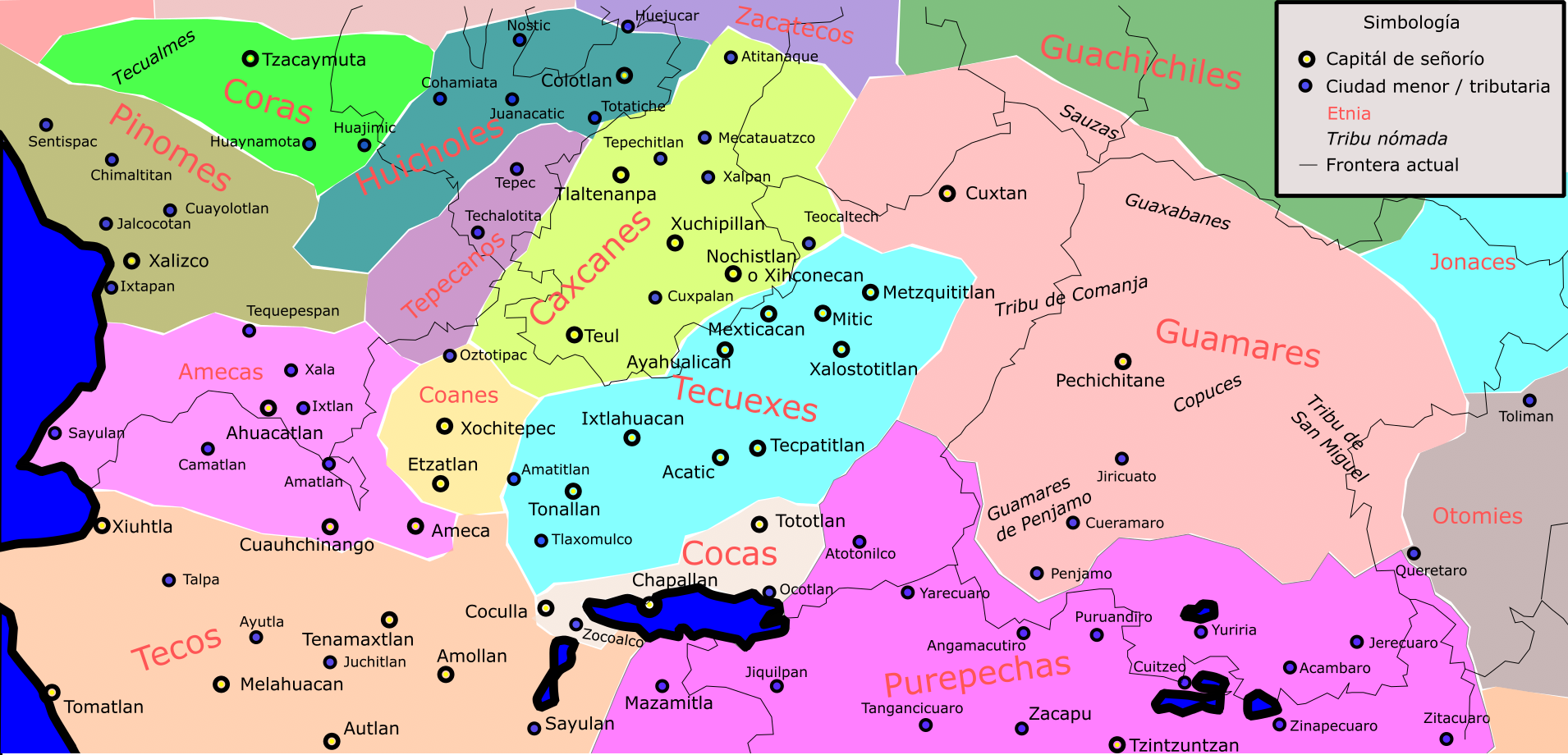
Antiguas tribus en Jalisco y Nayarit

Ponzitlán es un municipio de la región Ciénega del estado de Jalisco en México, según información del Instituto de Información, Estadística y Geográfica de Jalisco (IIEG), esta región pertenecía a al tlatoanazgo de Coinan, y sus habitantes eran de las tribus cocas, quienes a principios del siglo XVI, a la llegada de los españoles, estaban gobernados por el cacique llamado Ponze, Ponzehui o Ponzetlan quien fue bautizado por los conquistadores como como Pedro Ponce, el apellido se le dio a semejanza del vocablo Ponzitlán.

### Situación Actual
Mezcala, una comunidad indígena ligada al pueblo coca, enfrenta amenazas a su territorio en la ribera norte del Lago de Chapala debido a la proximidad de grandes ciudades. Con 3,600 hectáreas de territorio, incluyendo dos islas, Pechilinque y Tlaltequepeque, la comunidad depende del lago y sus tierras para su identidad y sustento. Las islas, en especial, resguardan la historia de resistencia de Mezcala, representando el corazón de la comunidad y su lucha contra las amenazas externas, preservando su identidad cultural a lo largo del tiempo.

#### Aztecas
Los aztecas, mexicas, tenochcas o el pueblo del Sol, como les llamó el maestro Caso, son formas de llamar a uno de los pueblos más conocidos del México antiguo.  

### Que eran
Los cocas eran un pueblo indígena en una región ubicada en el sureste de Jalisco, su idioma también se conoce como coca, su idioma era similar al náhuatl. En el lago de Chapala se han encontrado objetos de cerámica de los cocas. Los cocas también practicaban rituales de sangre, Los franciscanos destruyeron sus estatuas debido a que eran consideradas conejos. Chapala pudo ser la capital de los Cocas, hicieron alianzas con los Tecuexes en contra de los grupos purépechas. 